# Сибиряков, Сергей Львович
Сергей Львович Сибиряков — доктор юридических наук профессор, один из основателей Российской криминологической ассоциации (1991 год) и её вице-президент (1998—2005 годы).

## Биография
Родился 18 апреля 1950 года Одессе.
С 1974 года по 1983 год работал в Горьковской высшей школе МВД СССР.
С 1983 года по 1999 год работал в Высшей следственной школе МВД СССР (ныне — Волгоградская академия МВД России).
С 1987 года член Областной межведомственной комиссии по предупреждению правонарушений несовершеннолетних и защите их прав.
В 1995 году назначен руководителем Волгоградского городского криминологического центра.
Один из учредителей Российской криминологической ассоциации, в 1998 году избран вице-президентом.
Работает в Волгоградском Институте Бизнеса и.о. зав. кафедрой «Уголовного права и процесса».
Профессором С. Л. Сибиряковым опубликовано около 200 работ, в числе которых 6 монографий, 30 учебных и практических пособий, лекций; более 140 статей, разделов в монографиях и пособиях.
Ряд работ Сергея Львовича издан на английском, немецком и словацком языках.
Тема его исследований — проблема безопасности детей и молодежи.
Его наиболее известные работы: «Дети — преступность — беда!» (1993 г.), «Насилие и дети: состояние, причины, защита и профилактика» (1994 г., в соавт.), «Предупреждение девиантного поведения молодёжи (методологические и прикладные проблемы)» — 1998 г., "Допреступные и криминальные отклонения в поведении детей и подростков («Бермудский треугольник XXI века») — 2001 г., «Ребенок в опасности. Как предупредить беду: наркоманию, пьянство, насилие, преступность …» (г. Санкт-Петербург, 2002) и ряд других работ по проблемам организованной и экономической преступности, наркомании, виктимологии, криминологического прогнозирования и планирования мер борьбы с преступностью, общесоциальной и специально-криминологической профилактики.
Профессор С. Л. Сибиряков — практикующий криминолог.
Большинство публикаций подготовлено автором на основе результатов исследований, которые он провёл самостоятельно или в составе (им же и руководимого) коллектива. Например, за последние 16 лет им и с его участием проведено 29 региональных и межрегиональных криминологических исследований.
Многие идеи автора реализованы на практике, в том числе в рамках конкретного социально-педагогического эксперимента, проведенного на базе средней школы № 75 г. Волгограда. На этой базе в период с 1993 по 1997 гг. были апробированы основы предложенной ученым «Комплексной системы непрерывного этико-правового воспитания учащихся с первых по десятые классы», положительный эффект которой прослеживается до настоящего времени.
Под руководством С. Л. Сибирякова разработаны и внедрены (полностью или частично) районные, городские, областные, рассчитанные на 2 — 3 года реализации «Комплексные программы борьбы с преступностью и её предупреждения».
С 1984 г. и по 2002 г. Сергей Львович активно работал в составе Областной межведомственной комиссии по предупреждению правонарушений несовершеннолетних и защите их прав. В этот период он также регулярно выступал на радио и телевидении, принимал участие в работе областного «телефона доверия» для детей и подростков.
С 1995 по 1999 гг. — успешно руководил городским (г. Волгоград) Криминологическим центром. С 2004 года и по настоящее время — руководитель Региональной криминологической лаборатории при юридическом факультете Волгоградского института бизнеса. За этот период под его руководством проведено 12 прикладных криминологических исследований, в ходе которых опрошено свыше 5 тысяч респондентов в 2-х регионах Южного Федерального Округа: в Волгоградской области и Республике Калмыкия. Совместные исследования проведены также с Якутским университетами и с Саратовским центром по борьбе с коррупцией и организованной преступностью.
По результатам научных исследований подготовлены материалы, которые легли в основу организации и проведения шести межрегиональных конференций: по проблемам обеспечение личной и имущественной безопасности граждан и формирования гражданского общества в России, роли и месте молодежи в этом процессе.